# Hagenthal-le-Bas
Hagenthal-le-Bas (deutsch Niederhagenthal) ist eine französische Gemeinde mit 1371 Einwohnern (Stand 1. Januar 2022) im Département Haut-Rhin in der Region Grand Est (bis 2015 Elsass). Sie gehört zum Arrondissement Mulhouse, zum Kanton Saint-Louis und zum Gemeindeverband Saint-Louis Agglomération.

## Geografie
Die Gemeinde Hagenthal-le-Bas liegt am Südostrand des Sundgau an der Grenze zur Schweiz, etwa acht Kilometer südwestlich von Basel. Durch die Gemeinde fließt der Lertzbach (auf Schweizer Gebiet Lörzbach genannt). Hagenthal-le-Bas und die Nachbargemeinde Hagenthal-le-Haut bilden ein geschlossenes Siedlungsgebiet.
Nachbargemeinden von Hagenthal-le-Bas sind Wentzwiller im Norden, Buschwiller und Schönenbuch (Schweiz) im Nordosten, Neuwiller im Osten, Leymen im Süden, Hagenthal-le-Haut im Westen sowie Folgensbourg im Nordwesten.

## Geologie
Hagenthal-le-Haut liegt im lössbedeckten Sundgauer Tertiärhügelland. Unter der Löss- und Lösslehmdecke bilden die sandig-mergeligen Schichten der oligozänen Elsässer Molasse (Molasse alsacienne) den Untergrund.

## Geschichte
An der Gemarkungsgrenze zu Folgensbourg konnte ein Teilstück der Römerstraße von Mandeure (Epomanduodurum) nach Augst (Augusta Raurica) nachgewiesen werden.
Ersterwähnung 1105. 1289 erscheint in den Urkunden erstmals ein Hagendal Superior, was die Existenz eines oberen und unteren Dorfes dokumentiert. 1575 ist erstmals von Niederhagenthal die Rede. 1236 kam der Ort aus dem Besitz der Grafen von Thierstein an die Grafen von Pfirt und gehörte so bis 1324 zur Grafschaft Pfirt. Durch die Heirat der Johanna von Pfirt mit Herzog Albrecht II. von Österreich gelangte Hagenthal an Habsburg. Die Habsburger vergaben 1455 den Ort als Lehen an die Herren von Eptingen, die hier ein 1465 urkundlich erwähntes Schloss besaßen. Im Westfälischen Frieden 1648 ging der Ort mit dem ganzen elsässischen Besitz der Habsburger an die französische Krone. Nach dem Frankfurter Frieden vom 10. Mai 1871 gehörte der Ort bis 1918 zum deutschen Reichsland Elsaß-Lothringen und war dem Kreis Mülhausen im Bezirk Oberelsaß zugeordnet.
Der Judenfriedhof erinnert an die jüdische Gemeinde, die 356 Mitglieder im Jahr 1784 zählte. Ihre 1804 erbaute Synagoge ist nicht mehr vorhanden. Der Vorgängerbau musste 1726 auf Geheiß des Conseil souverain d’Alsace abgebrochen werden, da ohne Erlaubnis errichtet. Er diente als Steinbruch bei einem damals erfolgten Neubau der katholischen Kirche.
Die Bedeutung der Erdwerke des Zollbuechel ist nicht sicher. Es könnte sich möglicherweise um eine mittelalterliche Fliehburg handeln. Im oberen Altenbachtal lag das zu Beginn des 16. Jahrhunderts abgegangene Dorf Münchendorf mit einem ebenfalls verschwundenen, schon 1567 als Ruine erwähnten Schloss, das ein Lehen des Basler Bischofs war. Nahe der Schweizer Grenze lag der Weiler Kehlberg, der noch Mitte des 19. Jahrhunderts bewohnt war. Im 15. Jahrhundert, wohl um 1445 nach der Verwüstung durch die Eidgenossen, verschwand das 1207 urkundlich erwähnte und ab 1491 nur noch in Gewannnamen auftauchende Dorf Seiweiler.
Im 19. Jahrhundert existierten auf der Gemarkung eine Ziegelei und eine Getreidemühle (Schönenbuchmühle genannt), zu der auch eine Gipsstampfe gehörte. Das Dorf war damals Standort einer Zöllnerbrigade und Wohnsitz eines Notars.

### Bevölkerungsentwicklung
| Jahr      | 1910 | 1962 | 1968 | 1975 | 1982 | 1990 | 1999 | 2007 | 2019 |
| Einwohner | 703  | 737  | 747  | 814  | 777  | 896  | 1001 | 1056 | 1245 |

## Sehenswürdigkeiten
- Ehemaliges Schloss der Adelsfamilie von Eptingen (Château de Hagenthal-le-Bas). Seit 1843 gehörte es einer Familie Gschwind, die dem aus dem 16. und 17. Jahrhundert stammenden Schlossbau mit seinem mehrstöckigen Standerker 1843 ein Hintergebäude anfügte. Seit 2003 im Besitz der Gemeinde, Monument historique
- Die 1869 geweihte Kirche St. Peter und Paul (Saint-Pierre-et-Paul) ersetzte einen um 1725 errichteten Vorgängerbau. Sie ist in schlichten neuromanischen Formen errichtet.
- Kreuzerhöhungs-Kapelle (Chapelle de l'Exaltation de la Sainte-Croix) aus dem Jahr 1842, an der Stelle eines alten Feldkreuzes errichtet. Lange Zeit Ziel einer lebhaften Wallfahrt.
- Das Haus Nr. 8 an der Avenue de Souprosse geht noch auf die Zeit vor dem Dreißigjährigen Krieg zurück. (Das Datum 1742 am Kellereingang bezieht sich nur auf eine untergeordnete Bauveränderung!) Die prächtige Laube auf säulenartigen Pfosten mit aufwändigem Geländer wurde nachträglich angefügt. Der Hauseingang mit spätgotischem Schulterbogen, Fenster mit ebenfalls spätgotisch gekehlten Rahmungen. Markante Eckquader. Alle Fenster der Giebelseite später verändert. Am Hinterhaus Fachwerk mit einer kartuschenartigen Verzierung einer Fensterbrüstung, wie um 1800 üblich.
- Jüdischer Friedhof, seit 1992 Monument historique

|  |  |  |  |

## Giftmüll
In einer Betonprobe haben Laboranalysen einen alarmierenden Wert ergeben. Hochgerechnet auf 1 Kilogramm Beton haben die Experten 750 Gramm Hexachlorcyclohexan (HCH) nachgewiesen. Das Gift liegt schon über drei Jahrzehnte auf den Fußwegen als Kies sowie Beton – mit dem Regenwasser sind Spuren des Gifts auch in das Wiesland und in den Lörxbach gelangt. Die Umweltorganisation Pingwin Planet wies in Wasserproben HCH nach, ebenso in den Sedimenten des Bachs, wo sie sogar HCH-Partikel fand.
Das HCH stammt von der französischen Fabrik Ugine Kuhlmann, die bis 1976 in Huningue das Insektenmittel Lindan hergestellt hat. Bei der Produktion von Lindan entstehen 20 % Produkt und 80 %-HCH-Abfall.
Die französischen Behörden wissen seit 1972 vom giftigen HCH-Kies in Hagenthal. Das Amt für Umwelt und Energie des Kantons Basel-Landschaft hat 2005 HCH im Wasser des Lörxbachs gefunden – ohne zu reagieren. Der Lörxbach bildet z. T. die Grenze zwischen Frankreich und der Schweiz.

## Persönlichkeiten
- Raphael Ris (auch: Raphael Ries; 1728–1813), Schweizer Rabbiner und Kabbalist
- Abraham Ris (auch: Abraham Ries; 1763–1834), Schweizer Rabbiner